# Каспарян, Юрий Дмитриевич

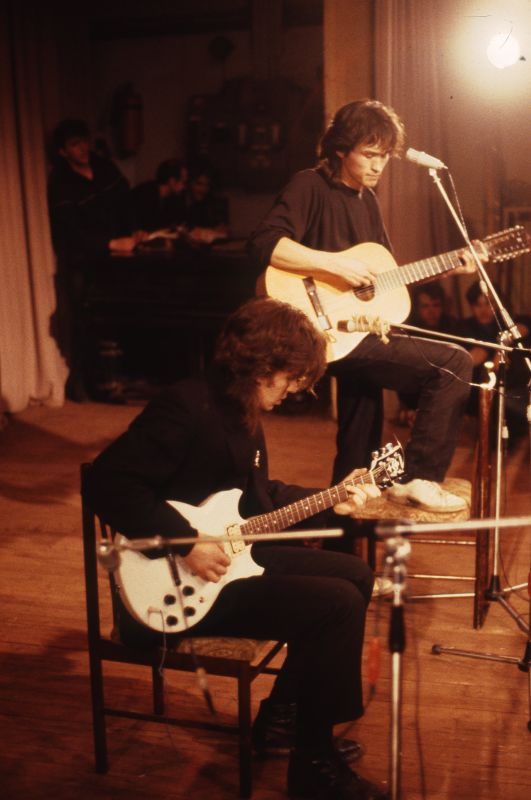
Юрий Каспарян (на переднем плане) и Виктор Цой в 1986 году

Ю́рий Дми́триевич Каспаря́н, после крещения Георгий, (род. 24 июня 1963, Симферополь, УССР) — советский и российский рок-музыкант. Известен как соло-гитарист рок-группы «Кино».
Один из основателей (совместно с Вячеславом Бутусовым) и соло-гитарист супергруппы «Ю-Питер», также был одним из основных участников «Поп-механики» Сергея Курёхина.
В 1990-х годах сотрудничал с художником-концептуалистом Сергеем де Рокамболем.
С декабря 2010 года участвует в проекте «Симфоническое Кино».
В 2024 году выпустил трек «Under The Siberian Stars».

## Биография

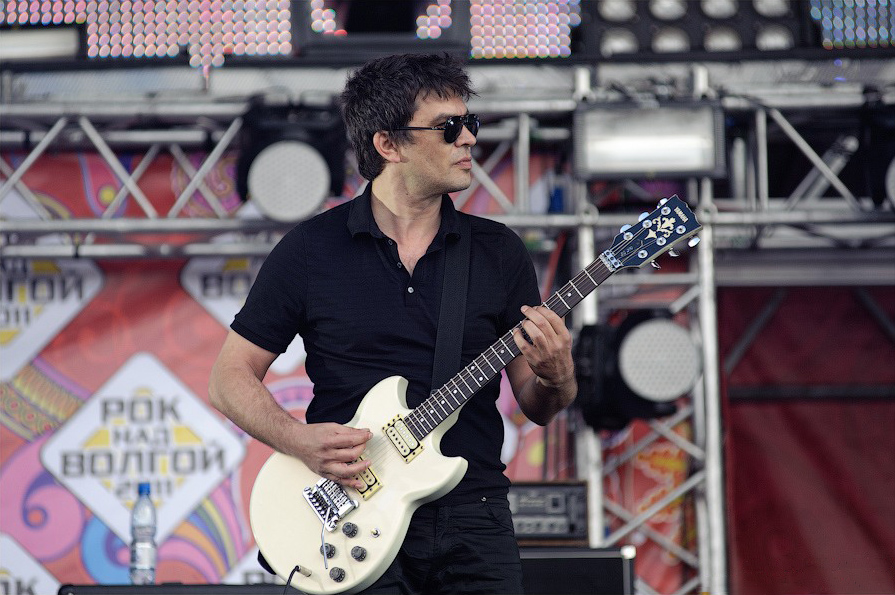
Юрий Каспарян На фестивале «Рок над Волгой» (2011)

Сын энтомолога Дмитрия Каспаряна и биолога Ирины Соломоновны Гуслиц. Родился в Симферополе, когда мать отдыхала в Крыму. Юрий — имя по паспорту, Георгий — имя в крещении. Вырос в Ленинграде. Имеет армянские и еврейские корни.
В 1970—1977 годах учился в детской музыкальной школе по классу виолончели, но увлёкшись западной рок-музыкой, предпочёл для себя гитару. В конце 1970-х годов играл в различных студенческих группах.
В начале 1983 года познакомился с Виктором Цоем. Став его главным единомышленником и близким другом, начинает участвовать в репетициях и записях, впоследствии стал лидер-гитаристом группы «Кино» вплоть до 1990 года.
С 1985 года до начала 1990-х годов участвовал в концертах и записях (в том числе и музыка к фильмам) группы «Поп-механика» Сергея Курёхина. С 1986 по 1989 год принимал участие в выступлениях и записях песен Джоанны Стингрей.
В декабре 1985 года, при участии Джоанны Стингрей, были сняты два видеоклипа на песни «Видели ночь» и «Фильмы» из альбома Кино «Ночь» (1986) для показа в США, приуроченного к выходу сплит-сборника Red Wave (1986). Однако на них не запечатлён Юрий Каспарян, поскольку в то время он трудился в котельной на улице Салова, отрабатывая смену. По воспоминаниям Каспаряна, с таким трудом полученное место в кочегарке совершенно себя не оправдало и вместо ожидаемого свободного графика принесло лишь кучу проблем.
Во время отъезда Виктора Цоя на съёмки фильма «Игла», в 1987 году музыканты группы «Кино» Георгий Гурьянов, Юрий Каспарян и Андрей Крисанов совместно с дуэтом «Новые композиторы» записывают сайд-проект — инструментальный альбом Start, изданный лишь в 2015 году.
2 ноября 1987 года женился на Стингрей, имя которой в значительной степени связано с популяризацией на Западе питерского рока. В 1991 году брак распался.
В конце 1980-х годов активно гастролировал по городам и республикам СССР, а также Европы и США.
Осенью 1990 года принял крещение и взял себе имя Георгий. Использует его как псевдоним.
С начала 1990-х годов на несколько лет покидал сцену и занимался изучением эзотерики и философии. Сотрудничал с арт-группой «Атриум-алфавит» Сергея Рокамболя в качестве композитора до 1999 года. Написал музыку для ряда концептуальных проектов: «Таранавтика», «Артикуляция», в том числе записал инструментальный альбом «Драконовы ключи». Также экспериментировал по совмещению концептуального формата с рок и поп-музыкой.
В 1997 году Юрий Каспарян, Вячеслав Бутусов и их наставник Сергей Де Рокамболь записали совместный альбом под названием «НезаконНоРождённый АльХимик доктор Фауст — Пернатый Змей». В 1999—2001 годах Каспарян работал над проектом «Звёздный падл» совместно с В. Бутусовым и Игорем Тихомировым.
В сентябре 2001 года вместе с Вячеславом Бутусовым основал группу «Ю-Питер». В 2005 году в её репертуаре появилось отделение песен группы «Кино».
В 2010 году, в рамках концерта «20 лет без Кино», впервые прозвучали симфонические инструментальные версии песен группы «Кино», оркестровки сделал Игорь Вдовин. Затем два года продолжалась работа над полноценной концертной программой, на этом этапе к проекту подключился гитарист «Кино» Георгий Каспарян, продюсером проекта выступил сын Виктора Цоя Александр Цой, а барабанщиком Олег Шунцов, в 2020 году вошедший в состав «Кино» как сессионный музыкант. Проект «Симфоническое Кино» был представлен 21 июня 2012 года, к 50-летию со дня рождения Виктора Цоя. В 2017 году был издан дебютный концертный альбом проекта «СимфониК», представляющий собой запись выступления 2015 года в БКЗ «Октябрьский» г. Санкт-Петербурга. Дизайн обложки альбома успел создать сессионный гитарист «Кино» второй половины 1980-х годов Андрей Крисанов, умерший в 2018 году от онкологического заболевания.
В 2014 году был номинирован на премию «Топ 50. Самые знаменитые люди Петербурга» в номинации «Музыка».
26 февраля 2017 года после завершающего сибирско-уральского тура группа «Ю-Питер» завершила свою деятельность.
Летом 2017 года основал фанк-диско группу «CHIC Project».
С 2017 года входит в список украинского сайта «Миротворец».
В декабре того же года принял участие в музыкальном проекте «Ронин» Александра Цоя.
1 июля 2020 года Юрий Каспарян презентовал свой инструментальный проект YK, в состав которого также вошёл сессионный барабанщик «Кино» Олег Шунцов. В начале осени вышел первый сингл проекта, а 22 декабря 2020 года состоялся первый онлайн-концерт YK. В основу программы легли две пьесы покойного барабанщика «Кино» Георгия Гурьянова – «Доктор Мабузе» (Dr. Mabuze из альбома Start (1987) группы «Новые композиторы») и «Рига», тема из фильма «Игла» и новые композиции Каспаряна.

## Оборудование
Самый известный инструмент Каспаряна — электрогитара Yamaha SG-200 1984 года выпуска, цвет «Pearl White», привезённая в 1985 году из Финляндии его знакомым. Стал активно использовать гитару после того, как установил на неё тремоло-машинку Kahler 7200 весной 1987 года. С 1983 по 1986 год использовал электрогитару Musima Deluxe 25K. Также использовал педали эффектов фирмы Boss, моделей DD-2, HM2, OD-2, CE-3 и BF-2. Изначально у Каспаряна была педаль Heavy Metal (HM-2), которую в дальнейшем обменял на Turbo Over Drive (OD-2). В 1986 году периодически играл на японской электрогитаре Squier Stratocaster JV-series чёрного цвета, принадлежавшей Стингрей.
С 2004 года играл на электрогитарах Gibson SG Les Paul Custom '61 Reissue Classic White и Yamaha SLG 100S; с 2009 по 2013 год — на Fender Stratocaster MIM Olympic White. В дальнейшем использовал электрогитары Fender Jeff Beck Stratocaster (Custom Shop) Olympic White как основной и Yamaha SG-200 как запасной инструмент на концертах. На смену аналоговым гитарным эффектам Каспарян приобрёл процессор Fractal Audio Systems. В качестве запасного и домашнего инструмента также использует Fender Jazzmaster (Made in Japan, цвет - Olympic White).

## Дискография

#### «Кино»
- 1983 — «46»
- 1984 — «Начальник Камчатки» и сингл «Из альбома Начальник Камчатки» (1987)
- 1985 — «Это не любовь»
- 1986 — «Ночь» и сингл «Из альбома Ночь» (1988)
- 1986 — Red Wave: 4 Underground Bands From The USSR (сборник)
- 1987 — Rocking Soviet (сборник)
- 1988 — «Группа крови»
- 1989 — Epoka Dla Nas (сборник)
- 1989 — «Звезда по имени Солнце»
- 1989 — Le Dernier Des Héros и сингл Maman
- 1990 — «Кино» («Чёрный альбом»)
- 1992 — «Неизвестные песни» (сборник)
- 1996 — «Легенды русского рока. Кино» (сборник)
- 1996 — «Концерт в рок-клубе» (записи 1984—1986 годов)
- 2000 — «Виктор Цой: Печаль» (ремикс)
- 2000 — «История этого мира» (сборник)
- 2002 — «Кино в кино» (сборник)
- 2002 — «Последние записи»
- 2002 — Live. 1988—1990 (концертный альбом)
- 2002 — «Концерт в Дубне 1987» (концертный альбом)
- 2004 — «Неизвестные записи» (рок-фестиваль. ДК Связи. Москва. 1986 год)
- 2012 — «Атаман» (сингл)
- 2017 — «Мы вышли из Кино» (трибьют, трек «Мы хотим танцевать»)
- 2020 — «Любовь — это не шутка» (запись 1986)
- 2021 — «Кино в Севкабеле» (концертный альбом)
- 2021 — «Кинохроники 2021/1982» (сборник)
- 2022 — «12 22»
- 2024 — «Это не любовь (Remake 2024)»

#### «Поп-механика»
- 1985 — «3-й Ленинградский рок-фестиваль» (концертный альбом, издан в 1999 году)
- 1987 — «Народ гуляет»
- 1987 — «Насекомая культура»
- 1987 — Поп-механика и Westbam «Отец и сын»
- 1987 — «Введение в Поп-механику»
- 1988 — «Pop Mechanics No 17»
- 1988 — Поп-механика и Westbam «Live at Leningrad»

#### «Ю-питер»
- 2001 — Ударная любовь (сингл)
- 2003 — «Имя рек»
- 2003 — Секретные материалы (сингл «Одна в трёхкомнатной квартире»)
- 2003 — «Трибьют (Пикник)» (сингл «Сурги и Лурги»)
- 2004 — «Биографика»
- 2004 — Песня идущего домой (сингл)
- 2004 — Девушка по городу (сингл)
- 2008 — Скажи мне, птица (сингл)
- 2008 — «Богомол»
- 2008 — «Нау Бум» (трибьют группы Nautilus Pompilius)
- 2010 — Скалолазы (сингл)
- 2010 — Глаза (сингл)
- 2010 — «Цветы и тернии»
- 2010 — Дети минут (сингл)
- 2012 — 10-Питер (концертный альбом)
- 2012 — Хлоп-хлоп (сингл)
- 2012 — Re:Аквариум (сингл «Аделаида»)
- 2012 — Десять шагов (сингл)
- 2012 — Битва с магнатом (сингл)
- 2013 — Ю-11ИТЕР (концертный альбом)
- 2014 — «НауРок» (трибьют группы Nautilus Pompilius)
- 2015 — «Гудгора»

#### Другие проекты
- 1987 — «Start» («Новые композиторы»), издан в 2015 году
- 1988 — Сергей Курехин — Трагедия в стиле рок (музыка к фильму Трагедия в стиле рок, издан в 1996 году)
- 1989 — Сергей Курехин — Господин оформитель (музыка к фильму Господин оформитель)
- 1988 — МИР: Reggae From Around the World (сборник, Kino — Poshetunmai, Stingray — Tsoi Song)
- 1989 — «Stingray» (Joanna Stingray, мини альбом)
- 1989 — «Thinking Till Monday» (Joanna Stingray)
- 1989 — «Кто здесь?» (Петля Нестерова)
- 1991 — «Опера Богатых» (Сергей Курехин)
- 1991 — «Walking Through Windows» (Joanna Stingray)
- 1993 — «Воробьиная оратория» (Сергей Курехин)
- 1996 — «Драконовы Ключи»
- 1997 — «НезаконНоРождённый АльХимик доктор Фауст — Пернатый Змей» (совместно с Вячеславом Бутусовым)
- 1998 — «Овалы» (Вячеслав Бутусов)
- 2000 — КИНОпробы (Трибьют альбом группы Кино) совместно с группой Кукрыниксы
- 2001 — «Звёздный падл» (Совместно с Вячеславом Бутусовым и Игорем Тихомировым)
- 2005 — Жмурки — Саундтрек (музыка к фильму)
- 2010 — «Игла Remix. Саундтрек к фильму»
- 2017 — Мы вышли из Кино (трибьют-альбом) совместно с Биртман (Песня «Мы хотим танцевать»)
- 2017 — Симфоническое Кино - СимфониК
- 2017 — Опора (Ронин)
- 2020 — «YK» (сингл)
- 2024 - KASPARIAN - Under The Siberian Stars

## Фильмография
- 1985 — Рок вокруг Кремля (документальный) — камео
- 1986 — Диалоги (документальный) — музыкант коллектива Поп-механика
- 1986 — Конец каникул (короткометражный) — камео
- 1986 — Йя-Хха (короткометражный) — камео
- 1987 — Рок (фильм) (документальный) — камео
- 1987 — Счастливо оставаться! — музыка
- 1987 — Асса — камео
- 1988 — Господин оформитель — музыка
- 1988 — Трагедия в стиле рок — музыкант коллектива Поп-механика
- 1988 — Игла (музыка)
- 1989 — Voice of Leningrad (документальный) — камео
- 1990 — Секс и перестройка — камео
- 1991 — Приключения Стингрей (Adventures of Stingray) (музыка)
- 1992 — Последний герой (документальный) — камео
- 1996 — Солнечные дни (документальный) — камео
- 2005 — Жмурки — музыка
- 2006 — Просто хочешь ты знать (Фильм-концерт) — камео
- 2008 — Еловая субмарина: Виктор Цой. Дети минут (документальный) — камео
- 2010 — Игла Remix — музыка
- 2012 — Цой — Кино (документальный) — камео
- 2013 — Наутилус Помпилиус — 30 лет под водой (Фильм-концерт) — музыкант группы Ю-Питер